# Mesures de retorsió
Les mesures de retorsió són actes comesos per un estat en contra d'un altre com a venjança o represàlia per un acte similar comès per l'altre estat. Els mètodes típics de retorsió són l'adopció de mesures contra ciutadans de la nació estrangera que es trobin dins de les fronteres de l'estat que porta a terme les mesures de retorsió.